# Sucupira (houtsoort)
Sucupira is een houtsoort, onder andere afkomstig van Diplotropis purpurea (familie Leguminosae - Papilionaceae), die voorkomt in tropisch Zuid-Amerika.
Het is kruisdradig, met kernhout dat donkerbruin is en spinthout dat geelachtig is van kleur. 
Het hout vindt toepassing in meubels, borstels, trappen en parket. 